# オオルリアゲハ

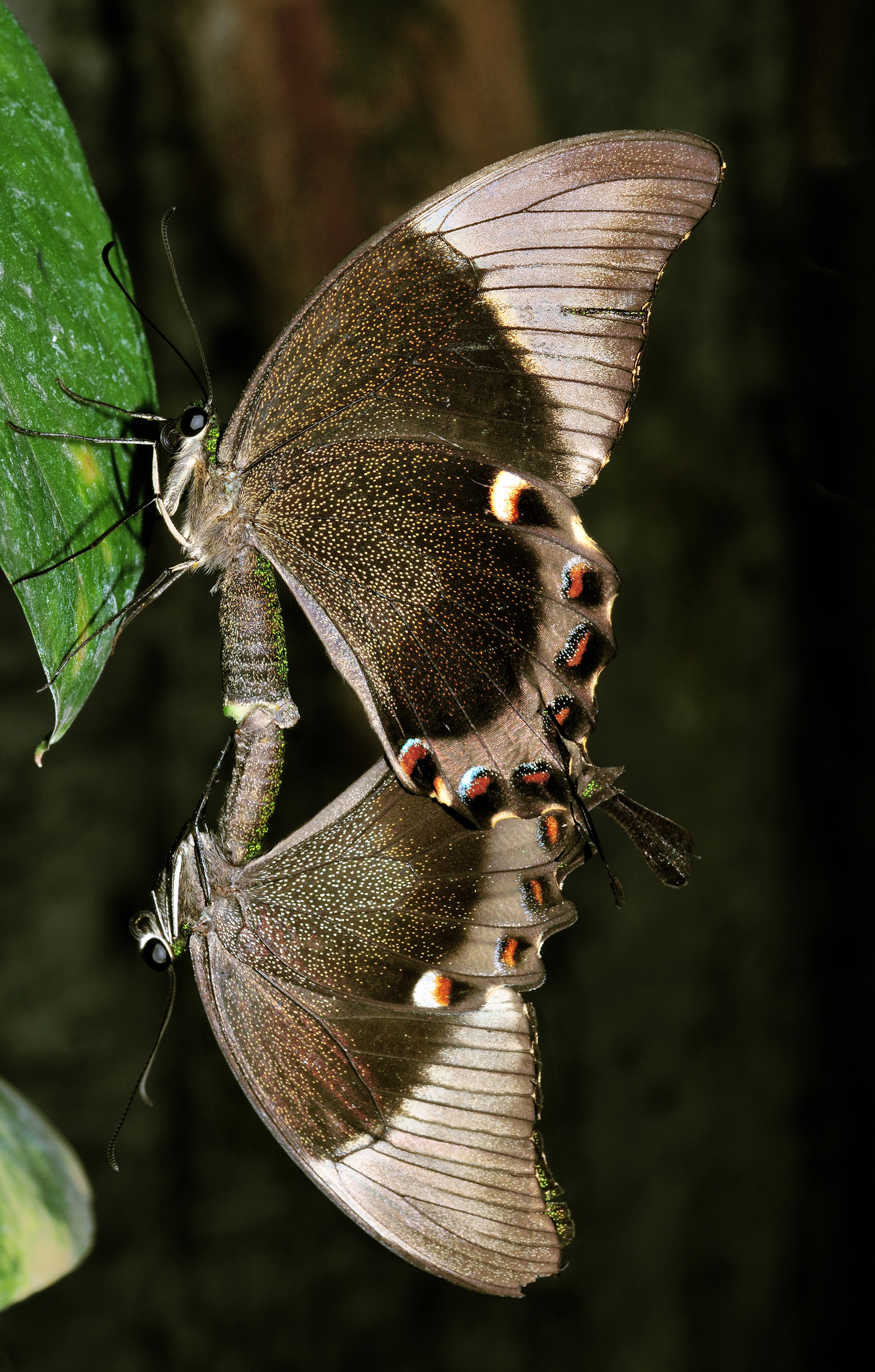
オオルリアゲハ

オオルリアゲハ（学名:Papilio ulysses LINNAEUS、英:Blue Mountain Butterfly,Blue Mountain Swallowtail）は、チョウ目アゲハチョウ科のチョウである。

## 生態
オーストラリアの北東部（クイーンズランド州東部）、ニューギニア、モルッカ諸島、ビスマルク諸島、ソロモン諸島の北西部に分布し、熱帯雨林や郊外の公園に生息する。生息域が広いため、色彩や大きさに差異がある亜種が多数存在する。このチョウはクイーンズランドの象徴のようなチョウである。
幼虫はミカン科等を食草とする。
主に開張14センチメートルの大きなチョウだが、亜種により大きさの差がある。ピンクの小さい花の房を枝にまっすぐつける木の蜜を好む。
翅の表は虹青色をしているが、裏は地味な黒と茶色の色合いをしている。これらの色は微視的な構造で構成されている。翅の裏の色が地味なため、このチョウが止まった時は周囲の色に溶け込むことができ、飛ぶとき表の翅は光を反射し、その光は数百メートル先にも届く。
オスはメスと間違え、青いものに惹かれることが多い。雌は通常2メートル以下の低い木に産卵する。

## 脚注

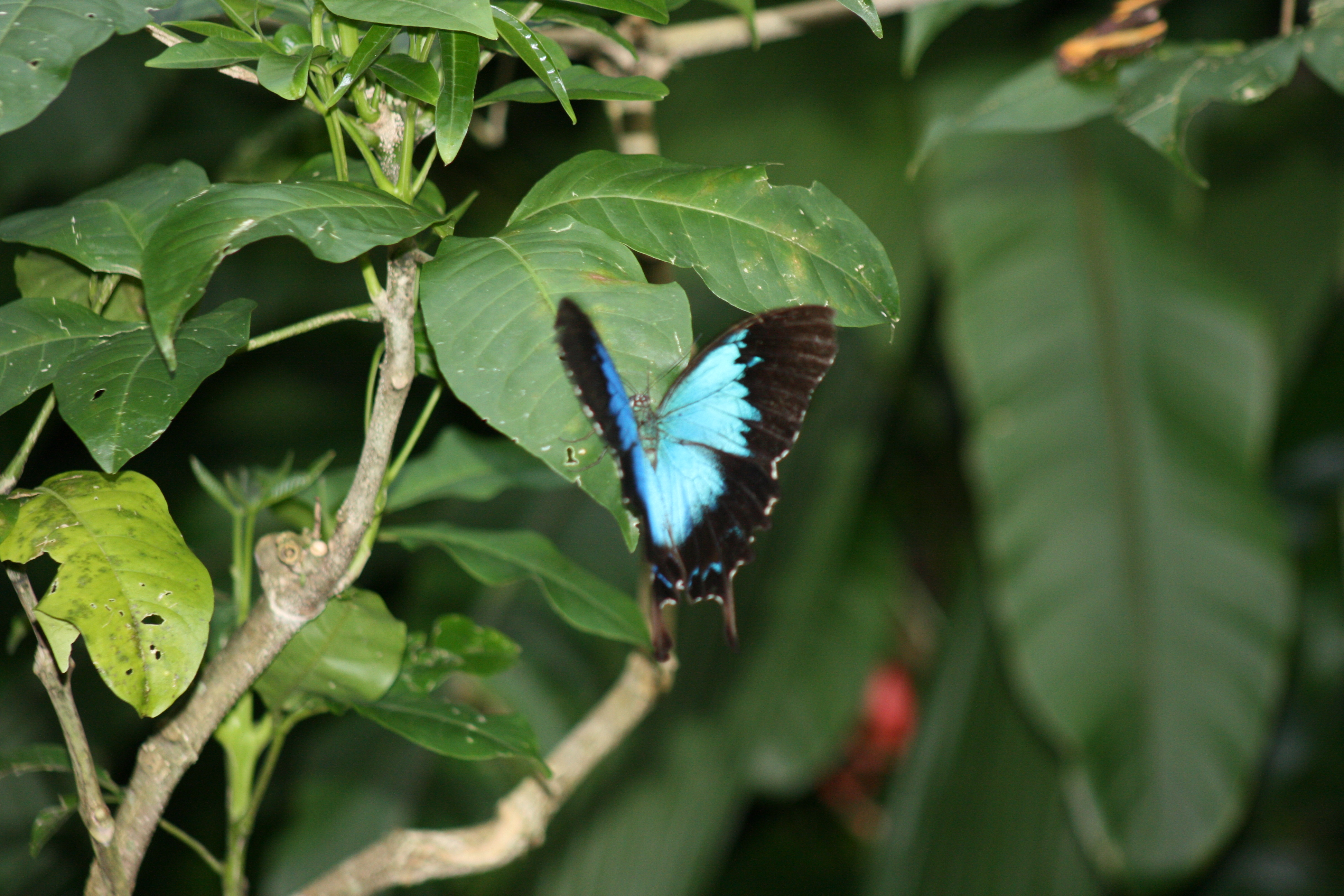
翅の表は虹青色である。

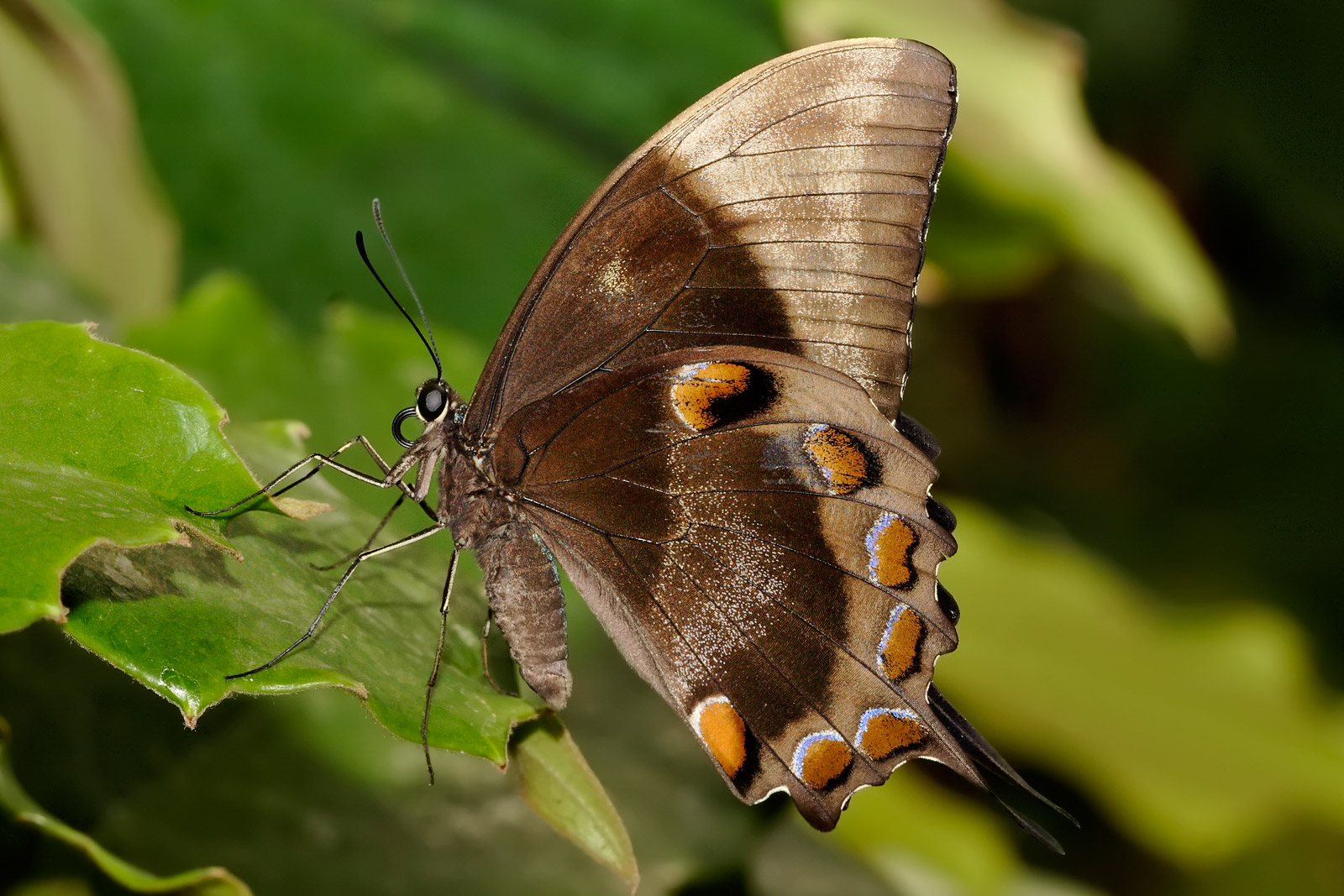
翅の裏は地味な色である。